# Куп пет нација 1923.
Куп пет нација 1923. (службени назив: 1923 Five Nations Championship) је било 36. издање овог најелитнијег репрезентативног рагби такмичења Старог континента. а 9. издање Купа пет нација.
Енглези су освојили Гренд слем.

## Такмичење
Шкотска - Француска 16-3
Енглеска - Велс 7-3
Велс - Шкотска 3-11
Енглеска - Ирска 23-5
Велс - Француска 16-8
Ирска - Шкотска 3-13
Ирска - Велс 5-4
Шкотска - Енглеска 6-8
Француска - Енглеска 3-12
Француска - Ирска 14-8

## Табела
|   | Селекција                      | ИГ | Д | Н | И | ПД | ПП | ПР  | Б |  |
| - | ------------------------------ | -- | - | - | - | -- | -- | --- | - |  |
| 1 | Рагби репрезентација Енглеске  | 4  | 4 | 0 | 0 | 50 | 17 | +33 | 8 |  |
| 2 | Рагби репрезентација Шкотске   | 4  | 3 | 0 | 1 | 46 | 22 | +24 | 6 |  |
| 3 | Рагби репрезентација Велса     | 4  | 1 | 0 | 3 | 31 | 31 | 0   | 2 |  |
| 3 | Рагби репрезентација Француске | 4  | 1 | 0 | 3 | 28 | 52 | -24 | 2 |  |
| 3 | Рагби репрезентација Ирске     | 4  | 1 | 0 | 3 | 21 | 54 | -33 | 2 |  |

| Победник Купа пет нација 1923.                            |
| --------------------------------------------------------- |
| Репрезентација Енглеске 8. титула првака Европе у рагбију |